# Phytophthora citrophthora
Espèce
Phytophthora citrophthora est une espèce d'oomycètes de la famille des Peronosporaceae à répartition cosmopolite.
C'est un agent phytopathogène qui attaque de nombreuses espèces de plantes, notamment les agrumes chez lesquels il provoque diverses maladies : gommose, mildiou, pourriture brune des agrumes.

## Taxinomie

### Synonymes
Selon Catalogue of Life (29 août 2015) :
- Phytophthora imperfecta var. citrophthora (R.E. Sm. & E.H. Sm.) Sarej. 1936,
- Pythiacystis citrophthora R.E. Sm. & E.H. Sm. 1906.

### Liste des variétés
- variété Phytophthora citrophthora var. clementina